# Accidentul aviatic din Tver din 2023
La 23 august 2023, un avion de afaceri Embraer Legacy 600 s-a prăbușit în apropiere de Kuzhenkino, în regiunea Tver, la aproximativ 100 de kilometri nord de punctul său de plecare din Moscova. Printre cele zece victime se numărau Evgheni Prigojin și Dmitri Utkin, care erau personalități-cheie asociate cu Grupul Wagner, o companie militară privată finanțată de statul rus. Prăbușirea a dus la speculații că avionul a fost distrus la ordinul președintelui rus Vladimir Putin, deoarece Prigojin se revoltase anterior împotriva liderilor militari ruși.
Datele de pe Flightradar24 au arătat că avionul a înregistrat variații neobișnuite de altitudine cu puțin timp înainte de prăbușire. Dovezile vizuale au sugerat o defecțiune structurală a aeronavei. Serviciile de informații occidentale au raportat că o explozie a cauzat probabil prăbușirea avionului.
Aeronava, fabricată de compania braziliană Embraer, fusese asociată cu Prigozhin din 2018. Aceasta a fost interzisă în Statele Unite din cauza sancțiunilor impuse lui Prigozhin după implicarea sa în ingerința rusă în alegerile din 2018 din Statele Unite.
În timp ce surse oficiale rusești au minimalizat accidentul, unele agenții de informații și lideri internaționali au sugerat că a fost vorba de un asasinat motivat politic. Criticile anterioare ale lui Prigozhin la adresa Ministerului rus al Apărării și asocierea sa cu Grupul Wagner, care s-a răzvrătit recent împotriva forțelor de stat ruse, au fost citate ca potențiale motivații pentru un joc murdar. În epavă a fost găsită o copie a albumului Последний герой a trupei rusești Kino. Acest fapt poate fi considerat o dovadă subtilă de răsvrătire împotriva dictaturii putiniste.

## Incident
Potrivit datelor de pe Flightradar24, zborul a fost în aer la ora 15:00 UTC. În jurul orei 15:11, acesta a atins o altitudine de 8.500 m. Aeronava a menținut această altitudine până la ora 15:19, când a urcat la 9.200 m. Ulterior, a coborât la aproximativ 8.400 m înainte de a urca din nou la 8.900 m. La ora 15:20:14, când transmisia de date a încetat, aeronava coborâse la 6.012 m. Avionul s-a prăbușit în apropiere de Kuzhenkino, în regiunea Tver, la aproximativ 100 de kilometri nord de punctul de plecare din Moscova. Imaginile video ale incidentului au arătat o dâră de vapori, un nor de fum alb și apoi o imagine panoramică a aeronavei în cădere liberă înainte de impact. Avionului părea să-i lipsească o parte din coadă și una dintre aripi. Experții au declarat că marele câmp de resturi, în care fuselajul a fost găsit la aproximativ 3 km de empenaj și un al treilea loc semnificativ de resturi, indică faptul că aeronava a suferit o defecțiune structurală catastrofală care nu poate fi explicată printr-o simplă problemă mecanică. Aripa stângă a fost găsită la 3 km de locul unde a căzut partea principală a aeronavei.
Probele inițiale indicau fie detonarea unei bombe în avion, fie explozia unei rachete sol-aer (SAM). Un canal Telegram legat de Grupul Wagner, numit "Grey Zone", a raportat că avionul a fost doborât de apărarea aeriană rusă. Canalul a susținut că locuitorii din apropierea locului prăbușirii au auzit două zgomote puternice distincte înainte de incident și au observat două dâre de vapori. În plus, o sursă din cadrul guvernului rus a declarat pentru The Moscow Times că a fost luată în considerare posibilitatea unei prăbușiri din cauza apropierii locului prăbușirii de reședința lui Vladimir Putin din Valdai. Această zonă a găzduit mai multe divizii de sisteme de rachete S-300, iar bazele aeriene Khotilovo și Migalovo din apropiere au fost echipate cu sisteme Pantsir. Meduza a respins posibilitatea unei lovituri SAM, spunând că traiectoria dublă a gazelor de eșapament și exploziile raportate ar sugera că au fost lansate două rachete, o tactică obișnuită de apărare aeriană menită să garanteze o lovitură; cu toate acestea, datele Flightradar24 indică faptul că aeronava zbura la o înălțime prea mare pentru a fi lovită de un sistem portabil de apărare aeriană cu rază scurtă de acțiune, în timp ce o lovitură de la un SAM cu rază medie de acțiune mai puternică - și în special două dintre ele - ar provoca daune mult mai grave și ușor de identificat. Potrivit serviciilor secrete americane, o explozie intenționată a provocat prăbușirea avionului, în timp ce rapoartele privind utilizarea de SAM-uri au fost inexacte.

## Pasageri și echipaj
Potrivit listei de pasageri publicată de Agenția Federală de Transport Aerian, avionul transporta zece persoane: șapte pasageri și trei membri ai echipajului. Pasagerii erau Yevgeny Prigozhin, fondatorul Grupului Wagner; Dmitri Utkin, cofondatorul Grupului Wagner și liderul operațiunilor militare; Valery Chekalov, șeful securității și al logisticii externe pentru Grupul Wagner; precum și doi veterani Wagner și două dintre gărzile de corp ale lui Prigozhin. Echipajul de zbor era format dintr-un pilot, un copilot și o însoțitoare de bord.
La 27 august 2023, Comitetul rus de anchetă a verificat identitatea tuturor victimelor accidentului prin analiza ADN.

## Investigația
În urma accidentului, rămășițele tuturor celor zece persoane au fost recuperate și au fost transportate la o morgă din Tver pentru a fi examinate în continuare. Alte materiale biologice au fost transportate la Moscova. Identificarea vizuală a victimelor a fost îngreunată de amploarea rănilor, corpurile fiind descrise ca fiind carbonizate și mutilate. Autoritățile ar fi recuperat, de asemenea, telefonul lui Prigozhin de la locul accidentului. La 25 august, s-a raportat că înregistrările de zbor au fost recuperate. Ministerul pentru Situații de Urgență a inițiat o anchetă privind incidentul. În plus, autoritățile "au deschis un dosar penal privind încălcarea normelor de siguranță a traficului și de exploatare a transportului aerian". Se pare că guvernatorul regiunii Tver, Igor Rudenia, a fost însărcinat cu ancheta.
Centrul de cercetare și prevenire a accidentelor aeronautice (CENIPA) din Brazilia (unde a fost fabricată aeronava) a oferit asistență Comitetului de aviație interstatal rusesc - Comisia de investigare a accidentelor (IAC) sub egida anexei 13 la Convenția privind aviația civilă internațională - cunoscută în mod obișnuit sub numele de Convenția de la Chicago din 1944, pe care Rusia a refuzat-o la 29 august; întrucât zborul a fost unul intern, Rusia nu este obligată să respecte normele internaționale (anexa 13), iar Comitetul de aviație interstatal nu va investiga incidentul. Comitetul de Investigații al Rusiei investighează incidentul.

## Reacții
Nu a existat niciun comentariu imediat cu privire la prăbușire din partea Kremlinului sau a lui Putin, care se afla la un eveniment de comemorare a 80 de ani de la Bătălia de la Kursk când a apărut știrea despre incident. Secretarul de presă al lui Prigozhin a refuzat să comenteze incidentul, la fel ca și membrii supraviețuitori ai Consiliului de Comandanți Wagner. La 24 august, Putin a emis o declarație în care l-a numit pe Prigozhin "o persoană cu un destin complicat", adăugând că "a făcut unele greșeli grave în viață, dar a obținut și rezultatele necesare". La 25 august, purtătorul de cuvânt al președinției ruse, Dmitri Peskov, a respins speculațiile privind vinovăția lui Putin în cazul accidentului, calificându-le drept "minciună absolută".
Jurnalista pro-Kremlin și redactorul-șef al RT, Margarita Simonyan, a declarat că "înclină spre versiunea cea mai evidentă", făcând, de asemenea, aluzie la prăbușirea intenționată. Un alt jurnalist, prezentatorul de la Rossiya-24, Vladimir Solovyov, a acuzat Ucraina și aliații săi că au răspândit știri false despre moartea lui Prigozhin, dar ulterior și-a retras declarațiile. Solicitat de un jurnalist pentru o reacție în marja celui de-al 15-lea summit BRICS din Africa de Sud, ministrul rus de externe Serghei Lavrov a refuzat să comenteze și l-a respins brusc.
Un sondaj realizat de Alexei Venediktov, fost șef al postului de radio Echo of Moscow, a arătat că 60% dintre respondenți au crezut că avionul lui Prigozhin a fost doborât sau a explodat la bord, iar 17% au crezut că acesta și-a înscenat propria moarte. Doar 1% au crezut că prăbușirea avionului a fost accidentală.
La 29 august, Prigojin a fost înmormântat alături de tatăl său în cadrul unei ceremonii private la cimitirul Porokhovskoye din Sankt Petersburg. Putin nu a participat la înmormântare. În aceeași zi, Valery Chekalov a fost înmormântat în cimitirul Severnoye din Sankt Petersburg. Surse din guvernul rus au declarat că administrația prezidențială și serviciile de securitate au intervenit direct în pregătirile pentru înmormântare pentru a minimiza publicitatea și a preveni adunările în masă.
Ca răspuns la vestea morții lui Prigozhin, președintele american Joe Biden și purtătoarea de cuvânt a Consiliului Național de Securitate al Statelor Unite, Adrienne Watson, au declarat că incidentul nu a fost o surpriză. Când a fost întrebat despre atribuirea responsabilității, Biden a adăugat: "Nu există multe lucruri care se întâmplă în Rusia în spatele cărora să nu se afle Putin, dar nu știu suficient de multe ca să știu răspunsul". Secretarul de presă al Casei Albe, Karine Jean-Pierre, a declarat ulterior că Kremlinul are "o lungă istorie de ucidere a oponenților" și că este "foarte clar ce s-a întâmplat" cu Prigozhin.